# Wälder und Wiesen um Baden-Baden
Das FFH-Gebiet Wälder und Wiesen um Baden-Baden ist ein im Jahr 2005 durch das Regierungspräsidium Karlsruhe nach der Richtlinie 92/43/EWG (Fauna-Flora-Habitat-Richtlinie) angemeldetes Schutzgebiet (Schutzgebietskennung DE-7215-341) im deutschen Bundesland Baden-Württemberg. Mit Verordnung des Regierungspräsidiums Karlsruhe zur Festlegung der Gebiete von gemeinschaftlicher Bedeutung vom 12. Oktober 2018  (in Kraft getreten am 11. Januar 2019) wurde das Schutzgebiet festgelegt.

## Lage
Das rund 1515 Hektar große FFH-Gebiet gehört zu den Naturräumen 152-Nördlicher Talschwarzwald, 212-Ortenau-Bühler Vorberge und 223-Hardtebenen innerhalb der naturräumlichen Haupteinheiten 15-Schwarzwald, 21-Mittleres Oberrheintiefland und 22-Nördliches Oberrheintiefland. Es liegt rund um Baden-Baden und erstreckt sich über die Markungen von vier Städten und Gemeinden:
- Baden-Baden: 848,3916 ha = 56 %
- Landkreis Rastatt:
- Gaggenau: 15,1498 ha = 1 %
- Kuppenheim: 575,6943 ha = 38 %
- Sinzheim: 75,7492 ha = 5 %

## Beschreibung und Schutzzweck
Es handelt sich um markante bewaldete Vorberge mit tiefen Erosionrinnen in den Bergflanken, verschiedene Felsmassive mit Schutthalden, Buchen- und Schluchtwälder, ausgedehnte magere Mähwiesen in unterschiedlicher Ausprägung und Übergängen zu Pfeifengraswiesen.

### Lebensraumtypen
Gemäß Anlage 1 der Verordnung des Regierungspräsidiums Karlsruhe zur Festlegung der Gebiete von gemeinschaftlicher Bedeutung (FFH-Verordnung) vom 12. Oktober 2018 kommen folgende Lebensraumtypen nach Anhang I der FFH-Richtlinie im Gebiet vor: 
| EU Code | Lebensraumtyp (offizielle Bezeichnung)                                                                          | Kurzbezeichnung                              | Hektar |
| ------- | --- | -------------------------------------------- | ------ |
| 3260    | Flüsse der planaren bis montanen Stufe mit Vegetation des Ranunculion fluitantis und des Callitricho-Batrachion | Fließgewässer mit flutender Wasservegetation | 0,0143 |
| 6210    | Naturnahe Kalk-Trockenrasen und deren Verbuschungsstadien (Festuco-Brometalia)                                  | Kalk-Magerrasen                              | 0,45   |
| 6410    | Pfeifengraswiesen auf kalkreichem Boden, torfigen und tonig-schluffigen Böden (Molinion caeruleae)              | Pfeifengraswiesen                            | 4,16   |
| 6430    | Feuchte Hochstaudenfluren der planaren und montanen bis alpinen Stufe                                           | Feuchte Hochstaudenfluren                    | 0,68   |
| 6510    | Magere Flachland-Mähwiesen (Alopecurus pratensis, Sanguisorba officinalis)                                      | Magere Flachland-Mähwiesen                   | 113,33 |
| 7220    | Kalktuffquellen (Cratoneurion)                                                                                  | Kalktuffquellen                              | 0,11   |
| 8150    | Kieselhaltige Schutthalden der Berglagen Mitteleuropas                                                          | Silikatschutthalden                          | 1,35   |
| 8210    | Kalkfelsen mit Felsspaltenvegetation                                                                            | Kalkfelsen mit Felsspaltenvegetation         | 0,14   |
| 8220    | Silikatfelsen mit Felsspaltenvegetation                                                                         | Silikatfelsen mit Felsspaltenvegetation      | 8,75   |
| 8230    | Silikatfelsen mit Pioniervegetation des Sedo-Scleranthion oder des Sedo albi-Veronicion dillenii                | Pionierrasen auf Silikatfelskuppen           | 0,14   |
| 9110    | Hainsimsen-Buchenwald (Luzulo-Fagetum)                                                                          | Hainsimsen-Buchenwald                        | 121,09 |
| 9130    | Waldmeister-Buchenwald (Asperulo-Fagetum)                                                                       | Waldmeister-Buchenwald                       | 163,84 |
| 9180    | Schlucht- und Hangmischwälder Tilio-Acerion                                                                     | Schlucht- und Hangmischwälder                | 2,26   |
| 91E0    | Auenwälder mit Alnus glutinosa und Fraxinus excelsior (Alno-Padion, Alnion incanae, Salicion albae)             | Auenwälder mit Erle, Esche, Weide            | 30,62  |

### Arteninventar
Folgende Arten von gemeinschaftlichem Interesse sind nach der Anlage 1 der Verordnung des Regierungspräsidiums Karlsruhe vom 12. Oktober 2018 (FFH-Verordnung) für das Gebiet gemeldet:
| Bild                                 | EU Code | * | Art                                 | wissenschaftlicher Name     | Artengruppe    |
| ------------------------------------ | ------- | - | ----------------------------------- | --------------------------- | -------------- |
| Kleine Flussmuschel                  | 1032    |   | Kleine Flussmuschel                 | Unio crassus                | Weichtiere     |
| Heller Wiesenknopf-Ameisen-Bläuling  | 1059    |   | Heller Wiesenknopf-Ameisen-Bläuling | Maculinea teleius           | Schmetterlinge |
| Großer Feuerfalter                   | 1060    |   | Großer Feuerfalter                  | Lycaena dispar              | Schmetterlinge |
| Dunkler Wiesenknopf-Ameisen-Bläuling | 1061    |   | Dunkler Wiesenknopf-Ameisenbläuling | Maculinea nausithous        | Schmetterlinge |
| Goldener Scheckenfalter              | 1065    |   | Goldener Scheckenfalter             | Euphydryas aurinia          | Schmetterlinge |
| Spanische Flagge                     | 1078    |   | Spanische Flagge                    | Callimorpha quadripunctaria | Schmetterlinge |
| Hirschkäfer                          | 1083    |   | Hirschkäfer                         | Lucanus cervus              | Käfer          |
| Scharlachkäfer                       | 1086    |   | Scharlachkäfer                      | Cucujus cinnaberinus        | Käfer          |
| Steinkrebs                           | 1093    |   | Steinkrebs                          | Austropotamobius torrentium | Krebse         |
| Gelbbauchunke                        | 1193    |   | Gelbbauchunke                       | Bombina variegata           | Amphibien      |
| Bechsteinfledermaus                  | 1323    |   | Bechsteinfledermaus                 | Myotis bechsteinii          | Säugetiere     |
| Großes Mausohr                       | 1324    |   | Großes Mausohr                      | Myotis myotis               | Säugetiere     |
| Grünes Besenmoos                     | 1381    |   | Grünes Besenmoos                    | Dicranum viride             | Moose          |
| Europäischer Dünnfarn                | 1421    |   | Europäischer Dünnfarn               | Trichomanes speciosum       | Moose          |

### Zusammenhängende Schutzgebiete
Das FFH-Gebiet besteht aus acht Teilgebieten, es liegt vollständig im Naturpark Schwarzwald Mitte/Nord. Innerhalb des FFH-Gebiets liegen ganz oder teilweise die Naturschutzgebiete
- 2054-Battertfelsen beim Schloss Hohenbaden
- 2182-Markbach und Jagdhäuser Wald
- 2234-Sauersbosch, Pfrimmersbach- und Märzenbachtal